# Suicide Club (film, 2001)
Pour les articles homonymes, voir Suicide Club.
Pour plus de détails, voir Fiche technique et Distribution.
Suicide Club (自殺サークル, Jisatsu sākuru) est un film japonais réalisé par Sion Sono, sorti en 2001. Il est remarqué dans de nombreux festivals, notamment pour ses scènes gores et sa scène d'ouverture.

## Synopsis
Le film s'ouvre sur le suicide collectif de 54 lycéennes, qui se jettent joyeusement sous un train, en découvrant un site Internet intitulé Suicide Club. C'est le début d'une vague de suicides inexpliqués qui déferle sur l'ensemble du Japon. Les pistes se multiplient, les suicides continuent. Les forces de l'ordre sont dépassées. La découverte, sur les lieux du crime, de rouleaux composées de lambeaux de peau humaine cousus les uns aux autres sème la confusion : ces suicides sont-ils vraiment volontaires ou bien sont-ils provoqués à distance par une organisation criminelle ?

## Fiche technique
- Titre : Suicide Club
- Titre original : 自殺サークル (Jisatsu sākuru)
- Réalisation : Sion Sono
- Scénario : Sion Sono
- Production : Masaya Kawamata, Toshikazu Tomita et Seiji Yoshida
- Musique : Tomoki Hasegawa
- Photographie : Kazuto Sato
- Montage : Akihiro Onaga
- Pays d'origine : Japon
- Langue : Japonais
- Format : Couleurs - 1,85:1 - Dolby Digital - 35 mm
- Genre : Polar horrifique
- Durée : 99 minutes
- Dates de sortie : 
  -  Japon : 29 octobre 2001 (Tokyo International Fantastic Film Festival)
  -  Pays-Bas : 27 janvier 2002 (festival du film de Rotterdam)
  -  Japon : 9 mars 2002
- Film interdit aux moins de 16 ans

## Distribution
- Ryo Ishibashi : Inspecteur Kuroda
- Akaji Maro : Inspecteur Murata
- Masatoshi Nagase : Inspecteur Shibusawa
- Hideo Sako : Inspecteur Hagitani
- Saya Hagiwara : Mitsuko
- Takashi Nomura : Agent de sécurité Jiro Suzuki
- Tamao Satô : Infirmière Yoko Kawaguchi
- Mai Hosho : Infirmière Sawada
- Yoko Kamon : Kômori (la chauve-souris)
- Rolly : Genesis
- Kimiko Yo : Kiyomi Kuroda

## La genèse
Expatrié à San Francisco, Sion Sono s'ennuie loin de son pays. En pleine déprime, il se met à écrire Jisatsu Sâkuru, roman dont la vision poétique et ésotérique n’est pas à la portée de tous les lecteurs : « Je ne veux pas que le lecteur comprenne… D'ailleurs, il n’est pas important de comprendre. » Une fois le livre terminé, il ne se retrouve pas avec un script, mais deux : « Je ne sais pas si j'ai d’abord écrit le livre ou le scénario… Et je ne sais pas quelle part de moi-même a écrit l'un ou l'autre… » De retour au Japon, il demande au mangaka Usamaru Furuya d'adapter son histoire. Ce dernier refuse, sous prétexte que le roman et le scénario sont auto-suffisants. Lui laissant le champ libre pour reprendre l'histoire comme il le désire, il finit par accepter. Parallèlement, le romancier Sadamu Yamashita écrit un autre Jisatsu Sâkuru à la fin plus explicite.

## Le premier film d'une trilogie avortée
Suicide Club, sorti en 2001, est suivi quatre ans plus tard par Noriko's Dinner Table. L'histoire de ce film est parallèle à celle de Suicide Club et cherche à en éclairer les points inexpliqués. Elle couvre la durée de Suicide Club, tout en remontant un peu avant et en s'aventurant un peu après.
Pour promouvoir le film, Sion Sono fait appel à son ami Usamaru Furuya qui adapte librement l'œuvre en manga sous le titre Suicide Circle.
Suicide Club et Noriko's Dinner Table devaient être les deux premiers volumes d'une trilogie. Cependant, le dernier ne s'est pas fait, faute de temps et de financements. Ainsi, Sion Sono déclare-t-il dans une interview : « J'ai toujours voulu faire une trilogie, mais en réalité, c'est très difficile ».

## L'adaptation en roman
En 2002, soit quelques mois après la sortie du film, Sion Sono publie un roman, Suicide Circle : The Complete Edition. Le roman, publié aux éditions Kawade Shobō Shinsha, est divisé en quatre parties qui détaillent l'histoire de Suicide Circle, notamment à travers les yeux d'un témoin du suicide des 54 jeunes lycéennes (scène d'ouverture du film). On y apprend que la vague de suicides n'est pas seulement circonscrite au Japon, mais qu'elle est mondiale. Par ailleurs, la police découvre un lien entre la vague de suicides et une mystérieuse organisation nommée Family Circle, qui manipule des jeunes par l'intermédiaire de leur site Internet.

## Autour du film
- Le Club du suicide est également le titre d'un recueil de nouvelles écrites par Robert Louis Stevenson — histoires qui ont elles-mêmes inspiré de nombreux films ;
- le film est projeté en France le 14 mars 2003 lors du festival du film asiatique de Deauville.

## Récompenses
- Prix du jury et deuxième place pour le Fantasia Ground-Breaker Award, lors du festival FanTasia 2003.